# دييغو كونتينتو
دييغو ارماندو فالنتين كونتينتو (بالألمانية: Diego armando valentin Contento) من مواليد (1 مايو 1990 في ميونخ ، ألمانيا) هو لاعب كرة قدم ألماني ذو أصول إيطالية يلعب حاليا لصالح نادي الدرجة الأولى نادي بوردو الفرنسي منذ 2014 في مركز الظهير الأيسر .

## بايرن ميونخ
بدأ كونتينتو اللعب مع فريق بايرن ميونخ للناشئين وفي عام 2009 تم تصعيد اللاعب إلى الفريق الأول في مركز الجناح الايسر ولكنه فشل في إثبات نفسه داخل الملعب ولعب 11 مباراة مع الفريق ولم يسجل أي هدف تم انتقل إلى فريق بوردو الفرنسي عام 2014 يوم الاثنين وارتبط مع الفريق الفرنسي لمده 4 اعوام.

## روابط خارجية
- دييغو كونتينتو على موقع الاتحاد الأوربي (الإنجليزية)
- دييغو كونتينتو على موقع قاعدة بيانات كرة القدم.إي يو (الإنجليزية)
- دييغو كونتينتو على موقع بيانات كرة القدم. دي إي (الألمانية)
- دييغو كونتينتو على موقع Soccerbase.com (لاعب) (الإنجليزية)
- دييغو كونتينتو على موقع Soccerway.com (الإنجليزية)
- دييغو كونتينتو على موقع عالم كرة القدم.نت (الإنجليزية)
- دييغو كونتينتو على موقع كووورة
- دييغو كونتينتو على موقع AS.com (الإسبانية)